# Drosophila calloptera
Drosophila calloptera är en tvåvingeart som beskrevs av Ignaz Rudolph Schiner 1868. Drosophila calloptera ingår i släktet Drosophila och familjen daggflugor. Inga underarter finns listade i Catalogue of Life.
Artens utbredningsområde sträcker sig från Mexiko till Peru och Brasilien.